# Lobelia tatea
Lobelia tatea är en klockväxtart som först beskrevs av Franz Elfried Wimmer, och fick sitt nu gällande namn av Franz Elfried Wimmer. Lobelia tatea ingår i släktet lobelior, och familjen klockväxter. Inga underarter finns listade i Catalogue of Life.